# USA (album)
USA è un album dal vivo del gruppo musicale britannico King Crimson, pubblicato nel maggio 1975 dalla Island Records.

## Il disco
La pubblicazione di USA avvenne sette mesi dopo quella dell'album in studio Red e il contestuale annuncio, da parte di Robert Fripp, che i King Crimson si erano sciolti. L'iniziativa partì quindi esclusivamente dalla casa discografica. Alle sedute di compilazione e missaggio dell'album, avvenute all'inizio del 1975 presso gli Olympic Studios di Barnes a Londra, parteciparono soltanto Fripp e John Wetton.
L'album contiene in prevalenza materiale registrato il 29 giugno 1974 al Casino Area di Asbury Park, New Jersey, eccetto il brano 21st Century Schizoid Man che è tratto dal concerto del giorno seguente al Palace Theatre di Providence, Rhode Island. Entrambi i concerti sono anteriori alle sedute di registrazione di Red. Alcune parti di piano elettrico e di violino, che dal vivo erano suonate da David Cross, furono sostituite e rieseguite in studio da Eddie Jobson. A conferma della natura "postuma" dell'album, la copertina originale reca in calce un inequivocabile "R.I.P." (Rest In Peace o Requiescat in pace) riferito ovviamente al gruppo.
All'epoca USA uscì come LP singolo. L'edizione in CD contiene due brani in più e dura complessivamente 67:18. In entrambe le edizioni il brano Easy Money sfuma diversi minuti prima dell'effettiva conclusione; l'esecuzione integrale del pezzo comparve in seguito, assieme all'intero concerto di Asbury Park, in varie pubblicazioni a cura della Discipline Global Mobile.
Successive pubblicazioni ufficiali su internet o in CD – tutte della DGM – di decine di concerti dei King Crimson 1973-74, compresi i due da cui l'album è tratto, hanno fatto perdere importanza a USA: infatti, mentre l'intero catalogo in studio dei King Crimson si affacciò sul mercato dei CD tra il 1984 e il 1989, la prima edizione in CD di quest'album risale al 2002, in contemporanea con il primo live ufficiale del gruppo, Earthbound.

## Tracce

### LP
Lato A
1. Larks' Tongues in Aspic, part II (Fripp) 6:59
2. Lament (Fripp, Wetton, Palmer-James) 4:22
3. Exiles (Cross, Fripp, Palmer-James) 7:24

Lato B
1. Asbury Park (Cross, Fripp, Wetton, Bruford) 6:54
2. Easy Money (Fripp, Wetton, Palmer-James) 7:11
3. 21st Century Schizoid Man (Fripp, McDonald, Lake, Giles, Sinfield) 8:11

### CD
1. Walk On... No Pussyfooting (Fripp, Eno) 0:35
2. Larks' Tongues in Aspic, part II (Fripp) 6:24
3. Lament (Fripp, Wetton, Palmer-James) 4:22
4. Exiles (Cross, Fripp, Palmer-James) 7:24
5. Asbury Park (Cross, Fripp, Wetton, Bruford) 6:54
6. Easy Money (Fripp, Wetton, Palmer-James) 7:11
7. 21st Century Schizoid Man (Fripp, McDonald, Lake, Giles, Sinfield) 8:11
8. Fracture (Fripp) 11:20
9. Starless (Cross, Fripp, Wetton, Bruford, Palmer-James) 14:55

## Formazione
- Bill Bruford – batteria e percussioni
- David Cross – violino, viola, mellotron
- Robert Fripp – chitarra e mellotron
- John Wetton – basso e voce
- Eddie Jobson – violino e pianoforte elettrico (tracce 2, 3 e 7 dell'edizione CD)